# Trieb (Lichtenfels)
Trieb ist ein Stadtteil von Lichtenfels im oberfränkischen Landkreis Lichtenfels.

## Geographie
Durch das Kirchdorf verläuft der Fränkische Marienweg. Er wird von der Bundesstraße 173 tangiert, die von Lichtenfels kommend weiter nach Hochstadt am Main verläuft.

## Geschichte
Die erste urkundliche Erwähnung von „Tribe“ erfolgte im Jahr 1142. Bis zum Ende des Alten Reiches gehörte der Ort zum Kloster Langheim.
Im Jahr 1818 wurde Trieb mit Nassanger und Karolinenhöhe zu einer Gemeinde zusammengefügt, 1862 wurde Degendorf der Gemeinde Trieb zugeteilt. Am 1. Januar 1978 erfolgte die Eingliederung in die Stadt Lichtenfels.

## Kultur und Sehenswürdigkeiten
- Die katholische Kuratiekirche Mariä Empfängnis wurde 1868/1869 errichtet.[3]

- Berghof Trieb, eine ehemalige Hofmeisterei der Äbte des Klosters Langheim. Das langgestreckte Herrenhaus und eine Klosterschenke wurden im 18. Jahrhundert erbaut.[4]
- Das Schloss Trieb oder Trieber Schlösschen befindet sich nordwestlich des Gutshofes und wurde als Sommerresidenz der Langheimer Äbte erbaut.[4] Es handelt sich um einen dreiflügeligen Walmdachbau aus den Jahren 1723/1724, der auf den Resten eines im Bauernkrieg 1525 zerstörten Baus errichtet wurde.[4] Baumeister des Schlösschens war der Coburger Johann Georg Brückner, der auch das Hauptgebäude des Klosters plante.[4] Der Innenhof zwischen den drei Flügeln ist nach Süden hin geöffnet.[4] Das Hoftor aus dem späten 18. Jahrhundert stammt aus dem abgebrochenen Schloss Fassoldshof und wurde am Trieber Schlösschen neu aufgebaut.[4] Im Tor ist das Epitaph des Abtes Gallus Knauer angebracht.[4]
- Gutshof Nassanger, 1692/63 nach Plänen von Johann Leonhard Dientzenhofer errichtet

In der Liste der Baudenkmäler in Lichtenfels (Oberfranken) sind für Trieb 22 Baudenkmäler aufgeführt.

## Regelmäßige Veranstaltungen
- Kirchweih am zweiten Sonntag im Oktober